# Arne Forssell
Carl Arne Forssell (i riksdagen kallad Forssell i Göteborg och Forssell i Stockholm), född 9 januari 1887 i Stockholm, död 17 februari 1974 i Stockholm, var en svensk historiker, politiker och arkivarie.

## Journalisten
Efter studentexamen i Stockholm studerade Forssell vid Uppsala universitet där han 1918 blev filosofie doktor på avhandlingen Ministerier och kollegier. Studier i departmentalreformens förhistoria till 1812. I början var han anställd som journalist vid Stockholms Dagblad. Han spelade en framträdande roll inom försvarsrörelsen innan första världskriget och var redaktör för tidskriften Vårdkasen. Sedermera medarbetade han i Svensk Lösen, var chefredaktör för Göteborgs Aftonblad 1918–1921 och för Det nya Sverige 1924–1925. Därefter upphörde hans karriär på journalistbanan.

## Vetenskapsmannen
1922 blev Forssell förste amanuens i Riksarkivet, 1930 andre arkivarie och 1934 förste arkivarie, utnämndes till arkivråd 1936 och var stadsarkivarie 1944–1952. Han var samtidigt lärare i stats- och samhällslära vid Krigshögskolan och Artilleri- och ingenjörshögskolan. 1939 blev han ordförande i Sjöhistoriska samfundet. Han publicerade historiska, statsvetenskapliga och politiska uppsatser.

## Politikern
Forssell tillhörde som högerman andra kammaren 1919–1920 och 1925–1932, invald i Stockholms stads valkrets; han var där suppleant i och ledamot av konstitutionsutskottet. Åren 1922–1930 var han ledamot av styrelsen för Allmänna valmansförbundet i Stockholm och 1927–1931 ordförande i Sveriges nationella ungdomsförbund. Redan under studentåren var Forssell företrädare för unghögern, och 1931 deltog han i en säraktion inom Stockholmshögern, vilken ledde till bildande av den så kallade fria högern. Efter en öppen schism med högerledningen lämnade han partiet.

## Familj
Arne Forssell tillhörde den Forssellska släkten från Järvsö. Han var son till agronomen och industrimannen Abraham Forssell och bror till Gösta, Jakob, Gerhard, Carl och Nils Forssell. Han var från 1918 gift med Anna Lisa Falke och blev far till poeten Lars Forssell.